# Т (кириллица)

Македонская и сербская рукописная форма буквы Т

Т, т (название: тэ) — буква всех славянских кириллических алфавитов (19-я в болгарском, 20-я в русском и белорусском, 22-я в сербском, 23-я в македонском и украинском); используется также в алфавитах некоторых неславянских языков. В старо- и церковнославянской азбуках носит название «тврьдо» (ст.-сл.) или «тве́рдо» (ц.-сл.), что означает «твёрдое, крепкое, неприступное, укреплённое, надёжное, мужественное, непоколебимое, неотступное». В кириллице обычно считается 20-й по порядку и выглядит как ; в глаголице по счёту 21-я, имеет вид . В обеих азбуках числовое значение — 300. Происхождение кириллической буквы — греческая буква тау (Τ, τ), глаголическую возводят либо к курсивной строчной форме буквы тау, либо к семитской букве «тав» (ת); греческая же тау сама сводится к финикийской форме буквы тав: , так что в конечном итоге все версии ведут к общему корню.

## Начертание

Т в русской, сербской, македонской и болгарской традициях

В славянской письменности буква Т имела несколько разновидностей начертания: наряду с обычным т-образным рано возникло трёхногое m-образное.
В гражданском шрифте применялась заглавная буква в виде латинского (или греческого) T, но строчная повторяла латинское m. В таком виде шрифты использовались довольно долго; с 1730-х m-образная строчная буква приобрела плоскую верхнюю часть (совпав с перевёрнутой буквой ш). Лишь в 1830-е годы строчная буква вернулась к более удобочитаемому старому т-образному виду, подобному уменьшенной прописной. Впрочем, в рукописных шрифтах и в типографском курсиве m-образное начертание строчной буквы сохраняется и поныне. Болгарская типография продолжила использовать m-образный вид.
Начертание рукописной и курсивной строчной т различно у русских и у сербов: у первых оно воспроизводит латинскую m, а у вторых — надчёркнутую ш (причём линия надчёркивания может как проходить над буквой, так и касаться её).

## Произношение
Произношение русской буквы Т — глухой взрывной переднеязычный дентальный (зубной) твёрдый звук [т] или мягкий [т'] (перед е, ё, и, ю, я и ь; впрочем, в ряде заимствованных слов сочетание те читается без смягчения: теннис, тембр, Интернет и т. п.). Перед мягкими согласными смягчение факультативно и происходит не во всех случаях: плотник (нормативно [т’н'] при допустимом [тн']), но курортник (только [тн']). Перед звонкими согласными (кроме [в]) озвончается в [д] или [д']: отбыть [дб], молотьба [д’б].
В сочетаниях стн, стск, стц в русском языке буква т обычно не произносится: лестница, грустный, фашистский, истцы, лишь в некоторых терминах стн может читаться полностью: остролистный, компостный. В стл выпадение происходит не всегда: счастливый (без [т]), хвастливый (допускается произношение и с [т], и без), костлявый ([т] произносится). Произношение сочетания стк с выпавшим [т] считается архаичным и нелитературным (повестка и т. п.).
В возвратных глаголах сочетания тс, тьс произносятся как долгое [ц:]: бояться, боится. Сочетания тц и тч читаются как удвоенные (долгие) [ц:] и [ч':]. (В ряде слов буква т сочетания тч заменяет корневую к: казак → казатчина, кабак → кабатчик, потакать → потатчик.)
В некоторых языках вместо позиционного смягчения т изменяется в другой звук, что отражается и на письме. В белорусском происходит смягчение в свистящую аффрикату [ц']: чытаць (читать), косць (кость), грамата — ў грамаце (грамота — в грамоте). В сербском т смягчается в шипящую аффрикату ћ (произносится как очень мягкое [ч']): ићи (идти), жиће (житье), кост — кошћу (кость — костью).

## Употребление
- Строчная т — условное обозначение (метрической) тонны.
- Прописная Т — десятичная приставка тера- (1012).
- «Т.» в сокращениях:
  - т. — том; товарищ (также «тов.»); тысяча (чаще «тыс.»);
    - тт. (устар. «т. т.») — тома; товарищи; тысячи;

  - (и) т. д. — (и) так далее;
  - т. е.— то есть;
  - т. зр. — точка зрения;
  - т. к. — так как;
  - т. н. — так называемый;
  - т. о. — таким образом;
  -  в т. ч. — в том числе;
  - (и) т. п. — (и) тому подобное.
- См. также: T (значения), T (латиница), Тау (буква), ТТ.

## Таблица кодов
| Кодировка    | Регистр   | Десятич- ный код | 16-рич- ный код | Восьмерич- ный код | Двоичный код      |
| ------------ | --------- | ---------------- | --------------- | ------------------ | ----------------- |
| Юникод       | Прописная | 1058             | 0422            | 002042             | 00000100 00100010 |
| Юникод       | Строчная  | 1090             | 0442            | 002102             | 00000100 01000010 |
| ISO 8859-5   | Прописная | 194              | C2              | 302                | 11000010          |
| ISO 8859-5   | Строчная  | 226              | E2              | 342                | 11100010          |
| КОИ-8        | Прописная | 244              | F4              | 364                | 11110100          |
| КОИ-8        | Строчная  | 212              | D4              | 324                | 11010100          |
| Windows-1251 | Прописная | 210              | D2              | 322                | 11010010          |
| Windows-1251 | Строчная  | 242              | F2              | 362                | 11110010          |

В HTML прописную букву Т можно записать как &#1058; или &#x422;, а строчную т — как &#1090; или &#x442;.